# Nordisk Film Prisen
Nordisk Film Prisen är ett danskt filmpris, som har delats ut av Nordisk Film sedan 1996.
Priset är på 1000 danska kronor multiplicerat med Nordisk Films ålder. Bolaget grundades 1906. Priset går till en person, som har gjort en insats inom dansk film eller television. Från 2010 definierades prisets ändamål till att belöna en ny talang, vilken tillfört den danska medieverksamheten något speciellt.

## Prismottagare
- 1996 – Filmregissörerna Lars von Trier och Ole Bornedal
- 1997 – Filmregissören Lotte Svendsen
- 1998 – Producenten Birgitte Hald
- 1999 – Filmregissören Søren Kragh-Jacobsen
- 2000 – Filminstruktør Erik Clausen
- 2001 – Filmregissören Christopher Boe
- 2002 – Manusförfattaren Mogens Rukov
- 2003 – Manusförfattarna Peter Thorsboe og Stig Thorsboe
- 2004 – Filmregissören Jørgen Leth
- 2005 – Manusförfattaren och regissören Anders Thomas Jensen
- 2006 – Filmregissören Anders Morgenthaler
- 2006 fick filmregissören Nils Malmros dessutom Nordisk Films hederspris på 100.000 danska kronor med anledning av Nordisk Films 100-årsjubileum.
- 2007 – Filmregissören Peter Schønau Fog
- 2008 – Filmregissören Henrik Ruben Genz
- 2009 – Ingen utdelning av priset
- 2010 –  Filmregissörerna och manusförfattarna Michael Noer och Tobias Lindholm.
- 2011 – Manusförfattaren Anders Frithiof August
- 2012 – Filmregissören Omar Shargawi[1]
- 2013 – Filmregissören Kaspar Munk [2]
- 2014 – Filmregissören och författaren Daniel Dencik
- 2015 – Skådespelare Danica Curcic[3]
- 2016 – Filmregissören May el-Toukhy
- 2017 – Filmregissören Fenar Ahmad
- 2018 – Filmregissören Gustav Möller
- 2019 – Filmregissören Feras Fayyad
- 2020 – Manusförfattaren och regissören Malou Reymann
- 2021 – Filmregissören Jonas Poher Rasmussen och producenten Monica Hellström
- 2022 – Filmregissören Amalie Næsby Fick
- 2023 – Filmregissören Lea Glob